# Comuna Krasîlivka, Kozeleț
Krasîlivka (în ucraineană Красилівка) este o comună în raionul Kozeleț, regiunea Cernihiv, Ucraina, formată din satele Krasîlivka (reședința) și Șpakiv.

## Demografie
Componența lingvistică a comunei Krasîlivka
     Ucraineană (97,42%)
     Rusă (2,09%)
     Alte limbi (0,3%)
Conform recensământului din 2001, majoritatea populației comunei Krasîlivka era vorbitoare de ucraineană (97,42%), existând în minoritate și vorbitori de rusă (2,09%).